# Roman Łubkiwski
Roman Marjanowycz Łubkiwski (ukr. Роман Мар'янович Лубківський, ur. 10 sierpnia 1941 w Ostrowczyku, zm. 23 października 2015 we Lwowie) – ukraiński poeta i tłumacz.

## Życiorys
Ukończył filologię na Uniwersytecie Lwowskim, w 1958 zaczął publikować. Pracował jako redaktor i wydawca, był m.in. zastępcą redaktora naczelnego pisma "Żowteń", 1980-1992 stał na czele lwowskiej organizacji Związku Pisarzy Ukrainy, był też członkiem Rady Wykonawczej Ukraińskiego Oddziału PEN Clubu. W latach 1990-1994 był deputowanym ludowym Ukrainy, w marcu 1992 został ambasadorem nadzwyczajnym i pełnomocnym Ukrainy w Czechosłowacji, 1993-1995 był ambasadorem w Czechach. W latach 1997-2001 kierował Zarządem Kultury w administracji obwodu lwowskiego i jednocześnie wykładał na Uniwersytecie Lwowskim im. Iwana Franki, w 2006 został przewodniczącym komitetu Nagrody Państwowej im. Tarasa Szewczenki. Uprawiał lirykę osobistą i społeczną, nawiązującą do tradycji poezji zachodniej Ukrainy, często inspirowaną folklorem i wątkami z literatur słowiańskich. W 1965 wydał zbiór poezji Zaczudowani ołeni, a w 1967 i 1977 nawiązujące do polskiej poezji zbiory Hromowe derewo i Zwizdar. Tłumaczył też zagraniczną poezję, m.in. polską (Słowianśke nebo z 1972). Polski wybór jego wierszy ukazał się w 1985 pt. Majolika.

## Odznaczenia i nagrody
- Narodowa Nagroda im. Tarasa Szewczenki (1992)
- Nagroda Literacka im. Pawła Tyczyny (1979)
- Order Czerwonego Sztandaru Pracy
- Order „Znak Honoru”
- Order „Za zasługi” II klasy (2011)
- Order „Za zasługi” III klasy (2008)
- Nagroda im. Hviezdoslava (Czechy)
- Zasłużony Działacz Kultury (Polska)